# Karl August Möbius
Karl August Möbius (født 7. februar 1825 i Eilenburg, død 6. april 1908) var en tysk zoolog.
Möbius studerede naturvidenskab i Berlin, blev 1853 lærer ved Johanneum i Hamborg, 1868 professor i zoologi ved universitetet i Kiel og
var endelig 1887—1905 direktør for Berlins zoologiske museum. 1871—72 deltog han i Pommeraniaekspeditionen, hvis formål var en undersøgelse af Østersøen, 1874—75 besøgte han Mauritius og Seychellerne, navnlig for at studere koralrevene. Han var medlem af kommissionen for udforskningen af de tyske have og har i adskillige arbejder behandlet disses dyreliv. Særlig kendt er hans Die Fauna der Kieler Bucht (1865—73), i hvilket han sammen med Heinrich Adolph Meyer har givet en fortræffelig bearbejdelse af bløddyrene. Endvidere har han udgivet Die echten Perlen (1857), Ueber Austern- und Miesmuschelzucht (1870), Die Austern und Austernwirtschaft (1877) og et par arbejder over protozoer og coelenterater; dernæst Beiträge zur Meeresfauna der Insel Mauritius und der Seychellen (1880) samt endelig, i forbindelse med Friedrich Heincke, Die Fische der Ostsee (1883).